# Разливной переулок
Разливно́й переулок — переулок в городе Сестрорецке Курортного района Санкт-Петербурга. Проходит от улицы Мосина в сторону озера Сестрорецкий Разлив до дома 8, потом на север до дома 5.

## История
С 1898 года на этом месте находились два переулка — Разли́вный (от улицы Мосина до озера Сестрорецкий Разлив; название связано с тем, что переулок вёл к разливу) и Глухо́й (от поворота до конца; название зафиксировало его тупиковый вид).
В 1900-х годах на Разливный переулок перешло наименование Глухой, а прежний Глухой стал безымянным.
В 1930-х годах Глухой переулок вновь стал Разливны́м, при этом в слове переместилось ударение.